# Mauro Di Bernardo
Mauro Di Bernardo (24 de marzo de 1956, Grottammare, Ascoli Piceno, Italia). Es un exvoleibolista italiano.